# 三島村役場
座標: 北緯31度35分40秒 東経130度33分38.58秒 / 北緯31.59444度 東経130.5607167度
三島村役場（みしまむらやくば）は、日本の地方公共団体である鹿児島県鹿児島郡三島村の執行機関としての事務を行う施設（事務所）である。
本庁舎は鹿児島市名山町に設置されており、日本の町村役場としては数少ない、地方公共団体の区域外に設置されている事務所の一つである。また歴史的な経緯から現存する日本の市町村では唯一、設置当初から一度も地方公共団体の区域内に設置したことの無い市町村となっている。

## 歴史

### 十島村時代
屋久島の北西部に点在する上三島を村域とする三島村は、南方に位置するトカラ列島と共に薩摩国川辺郡に属し「川辺郡十島」と称されていた。川辺郡十島は廃藩置県で鹿児島県の所属となったが、離島が点在し運輸・通信の円滑な実施が困難であることから「町村制を施行せざる島嶼指定の件」に基づき自治体は設置されず、奄美大島の金久支庁（現在の大島支庁）が管轄することとなった。
1897年には所属の郡が旧薩摩国川辺郡より旧大隅国大島郡へ変更となった後、1908年4月1日に島嶼町村制の施行でようやく上三島とトカラ列島を村域とする大島郡十島村（じっとうそん）が発足した。

### 下七島の分離と仮十島村役場の設置
十島村役場は当初、トカラ列島の中之島に置かれたが、1945年の太平洋戦争終結後に連合国軍総司令部は北緯30度線以南の接収を宣言し、1946年2月2日を以てトカラ列島は奄美群島と共にアメリカ合衆国の施政権下に置かれることとなった。
この結果、十島村は日本に帰属する上三島とアメリカ施政権下のトカラ列島で分断されることとなり、役場を失った上三島は十島村の分村を決断し、2月11日に黒島において三島村設立委員会が開催され、村長臨時代理者の選任と鹿児島市に事務所を設置する旨を決議した。
2月24日に十島村仮役場を鹿児島市稲荷町12番地に設置。開庁時の役場の職員は3名であり、鹿児島県知事によって村長臨時代理者が発令された。1947年（昭和22年）12月25日に築町52番地（現在の名山町）へ新たに庁舎を建設して移転した。

### 三島村時代
1952年2月4日にトカラ列島の区域は奄美群島（1953年12月25日返還）に先立って日本へ返還され、2月10日にはトカラ列島を領域とする十島村（としまむら）として新たに発足した。新・十島村が発足したのと同日、既に旧十島村からの分村手続きを進めていた上三島も三島村（みしまむら）として村政を施行し、鹿児島市に置かれた十島村仮役場がそのまま三島村役場となった。三島村が鹿児島市に役場を開設してから4年後の1956年には、十島村役場も中之島から鹿児島市へ移転。
1968年（昭和43年）6月10日には新庁舎が落成、1981年（昭和56年）に庁舎の改築が行われた。1973年には三島村・十島村とも揃って大島支庁の管轄を離れ、鹿児島県庁企画部離島振興課の直轄地域となったことに伴い所属の郡が大島郡から鹿児島郡へ変更されている。

## 村役場の立地
三島村役場は分村当初から竹島・硫黄島・黒島の有人3島で不公平感が生じないよう、またいずれの島においても島民の経済・生活全般の拠点が県庁所在地の鹿児島市となっている等の事情に鑑み、役場を鹿児島市と村内各島を結ぶフェリーが発着する鹿児島港本港南埠頭の近くに設置している。これに伴い、現存する日本の市町村では唯一、村の設置当初から一度も事務所を地方公共団体の区域内に設置したことの無い村となっている。
事務所が村内に無いことで村の職員は大半が鹿児島市に居住しており村に税収が入らないなどの問題点も指摘されているが、旧十島村時代に中之島へ事務所を置いていた十島村とは異なり、三島村では事務所を村内のいずれかの島に移転する具体案は浮上していない。

## 所在地
- 三島村役場本庁舎

鹿児島県鹿児島市名山町12番18号 郵便番号 892-0821

### 出張所
- 竹島出張所

鹿児島郡三島村大字竹島7番地 郵便番号 890-0903
- 硫黄島出張所

鹿児島郡三島村大字硫黄島87番地 郵便番号 890-0901
- 大里出張所 - 黒島東部の大里地区を管轄。

鹿児島郡三島村大字黒島15番地 郵便番号 890-0902
- 片泊出張所 - 黒島西部の片泊地区を管轄。

鹿児島郡三島村大字黒島31番地2号 郵便番号 890-0902

## 繰り上げ投票
事務所が村外に在り選挙管理委員会の所在地も役場と同一であることから、村内で執行する選挙は村に属する各島から鹿児島市にある事務所へフェリーで投票箱を運搬する為の時間を考慮し、定例的に通常の期日より3日早い繰り上げ投票が行われる。この措置は十島村及び三島村に近接する口永良部島（熊毛郡屋久島町）でも同様に実施される。

### 註
1. ↑  災害などの理由で仮移転した場合を除く常設的なものとしては、三島村の他に概要の項で解説している十島村が鹿児島市に、沖縄県八重山郡竹富町が石垣市に事務所を置いている。過去には青森県下北郡東通村も隣接するむつ市に村役場を置いていた。
2. ↑  2011年8月現在の人口は黒島が最も多い。また、本土との定期便は開設されていないが硫黄島に村営の飛行場が設置されている。
3. ↑  青森県下北郡東通村も村の成立時から事務所を村外に設置していたが、1988年に村制100周年を記念して村内へ事務所を移転した。